# John Pope
John Pope (Louisville, 16 marzo 1822 – Sandusky, 23 settembre 1892) è stato un generale statunitense.
Fu un ufficiale di carriera dell'esercito degli Stati Uniti e un generale dell'esercito dell'Unione durante la Guerra di secessione americana. È noto soprattutto per la sua disfatta durante la Seconda battaglia di Bull Run.
Pope si diplomò presso l'Accademia Militare degli Stati Uniti nel 1842, partecipando poi alla guerra messico-statunitense e ad altre missioni in qualità di topografo in Florida, Nuovo Messico e Minnesota. Il decennio antecedente allo scoppio della Guerra di secessione americana lo trascorse sorvegliando le future rotte della ferrovia transcontinentale in costruzione.
Sul campo di battaglia ottenne i primi successi contro il generale di brigata Sterling Price in Missouri e in seguito condusse una campagna di successo che portò alla conquista dell'Isola N°10 sul fiume Mississippi.
I successi militari conquistati sul fronte occidentale convinsero l'amministrazione Lincoln a inviare Pope sul difficile fronte orientale alla guida della neonata armata della Virginia. Giunto sul luogo, Pope lanciò subito un'offensiva contro le truppe confederate del generale Robert E. Lee, dando vita alla Seconda battaglia di Bull Run: le sue scelte strategiche durante i combattimenti si rivelarono un fallimento e in seguito Pope scaricò ingiustamente la responsabilità della disfatta sul generale di brigata Fitz John Porter, accusato di aver disobbedito agli ordini. Nel 1879 Porter verrà esonerato dai suoi incarichi militari.
A seguito degli insuccessi militari, Pope venne spedito in Minnesota, dove guidò le truppe statunitensi nella Guerra dei Dakota del 1862. In seguito si occupò attivamente della ricostruzione di Atlanta e per il resto della sua carriera militare combatté contro Apache e Sioux nelle Guerre Indiane.

## Biografia
Dato alla luce a Louisville dalla moglie di Nathaniel Pope, un importante giudice federale grande amico di Abramo Lincoln, Pope era cognato di Manning Force e un suo lontano cugino sposò la sorella di Mary Todd Lincoln. Diplomatosi a West Point nel 1842, combatté agli ordini di Zachary Taylor nelle battaglie di Monterrey e di Buena Vista nel corso della guerra messico-statunitense, in cui ottenne sul campo i gradi di luogotenente prima e capitano poi. Nel 1850 Pope dimostrò la navigabilità del Red River.

## Guerra di secessione
Quando Abramo Lincoln venne eletto presidente degli Stati Uniti, Pope fu uno dei quattro ufficiali scelti per scortare Lincoln fino a Washington Si offrì di lavorare come assistente per Lincoln, ma nel 1861 ricevette l'incarico di reclutare volontari per la guerra in Illinois. 
Nei territori occidentali controllati dal maggior generale John C. Frémont, Pope assunse il comando del distretto nordoccidentale del Missouri nel luglio 1861. I suoi rapporti con Frémont furono burrascosi, al punto che Pope tramò per farlo rimuovere dal suo incarico e non rispettò i suoi comandi durante un'offensiva in Missouri. Il 18 dicembre 1861, a Blackwater, Pope catturò 1.200 soldati confederati guidati da Sterling Price. Pope, che si era già costruito una certa fama di sbruffone, fu capace di generare un forte interesse della stampa intorno alla sua piccola vittoria militare, in modo da attirare su di sé l'attenzione di Henry W. Halleck, che aveva rimpiazzato Frémont al comando del Dipartimento occidentale.
Halleck assegnò a Pope il comando dell'Armata del Mississippi il 23 febbraio 1862. Alla guida di 25.000 uomini ricevette l'incarico di ripulire il fiume Mississippi dalla presenza dei Confederati. Marciò poi fino a New Madrid (Missouri) conquistandola il 14 marzo 1862. Poi orchestrò un piano per occupare l'Isola N° 10, un accampamento fortificato difeso da 12.000 soldati e 58 cannoni. Con un'abile mossa strategica Pope costrinse i Confederati alla resa il 7 aprile 1862, rendendo libera la navigazione del Mississippi meridionale per le imbarcazioni dell'Unione. Questo successo garantì la promozione di Pope al grado di maggior generale. In seguito a Pope venne assegnato il comando dell'Armata della Virginia.
Pope a questo punto poteva contare su circa 70.000 soldati, ma la sua attitudine aggressiva superava le sue reali abilità militari, e questo si rivelò un grosso problema soprattutto quando dovette affrontare sul campo il generale confederato Robert E. Lee. Lee, comprendendo che Pope era indeciso sul da farsi, divise i suoi 55.000 uomini in due truppe: assegnò 24.000 soldati a Thomas J. "Stonewall" Jackson per creare un diversivo nella Battaglia di Cedar Mountain, in cui Jackson sconfisse Nathaniel Banks, un subordinato di Pope. Lee avanzò verso le truppe di Pope con i soldati rimasti, mentre Jackson, arrivando da nord, riuscì a prendere il controllo di Manassas Station, dove si trovavano i rifornimenti per l'Armata della Virginia. Il 29 agosto 1862 Pope subì un doppio attacco frontale da parte di Lee e Jackson, nonché un attacco laterale a sorpresa da parte delle truppe del maggior generale James Longstreet. 
A seguito della disfatta, Pope venne sollevato dal suo incarico il 12 settembre 1862. Trascorse il resto della guerra in Minnesota e occupandosi dei combattimenti contro gli indiani dakota santee. Il 13 marzo 1865 venne promosso Maggiore Generale dell'esercito regolare per il suo servizio presso l'Isola N° 10.
Dopo che Robert E. Lee si era arreso alla Appomattox Court House, Pope scrisse una lettera a Edmund Kirby Smith per offrire ai Confederati in Louisiana delle buone condizioni per la resa. Kirby-Smith rifiutò, ma cinque settimane dopo il Generale confederato Simon Bolivar Buckner firmò la resa a New Orleans.

## Dopo la guerra
Nell'aprile 1867, Pope fu nominato governatore del Terzo Distretto Militare per la ricostruzione, e scelse come quartier generale la città di Atlanta. Il presidente degli Stati Uniti Andrew Johnson lo solleverà dall'incarico il 28 dicembre 1867. 
Tornato a ovest, si distinse nelle Guerre Apache, ma la sua reputazione subì un colpo decisivo quando nel 1879 una commissione d'inchiesta guidata da John Schofield concluse che Fitz John Porter era stato ingiustamente accusato della disfatta di Bull Run. La commissione sancì che Pope era pericolosamente non informato sulla situazione reale del campo di battaglia e la scelta di Porter di non obbedirgli era così più che giustificata.
Promosso maggior generale dell'esercito regolare nel 1882, Pope si ritirò nel 1886. Morì a Ohio Soldiers' Home vicino a Sandusky. È sepolto nel cimitero di Bellefontaine, a St. Louis.